# Uta Franz
Uta Franz (* 19. September 1935 in Bad Gastein; † 17. August 2012 in Villach; gebürtig Uta Franzmair, bürgerlich Uta Treu) war eine österreichische Schauspielerin.

## Leben
Nach der Schulausbildung widmete sich die Hotelierstochter einer Sprachausbildung. Sie absolvierte Lehrjahre in einem Pensionat in der französischsprachigen Schweiz und begab sich schließlich nach Rom, um ihre Italienischkenntnisse zu perfektionieren. Dort wurde sie von einem Filmemacher angesprochen und für die Leinwand entdeckt.
1953 gab Franz in der italienisch-französischen Koproduktion Villa Borghese ihr Schauspieldebüt. Ein Jahr später stand sie für den deutsch-italienischen Film Begegnung in Rom neben Paul Hörbiger vor der Kamera. 1955 engagierte Ernst Marischka Franz für die Rolle der Prinzessin Helene in Bayern in seiner Sissi-Trilogie. Obwohl sie in der Rolle als Sissis ältere Schwester Nene erfolgreich war, entschied sie sich gegen eine Filmkarriere und trat nach 1957 nie wieder als Schauspielerin in Erscheinung. Der dritte Teil der Sissi-Trilogie war ihr siebter und gleichzeitig ihr letzter Film. 
Erst am 23. Dezember 2005 trat sie in der WDR-Sendung Servus Sissi wieder öffentlich auf und traf nach fünfzig Jahren ihren ehemaligen Kollegen Karlheinz Böhm. Franz hatte einen Sohn und lebte als Uta Treu zurückgezogen mit ihrem Ehemann Giuseppe in Österreich. Sie starb am 17. August 2012 in Villach und wurde auf dem Waldfriedhof beerdigt.

## Filme (Auswahl)
- 1953: Römischer Reigen
- 1954: Husarenstreiche
- 1954: Begegnung in Rom
- 1955: Königswalzer
- 1955: Sissi
- 1957: Sissi – Schicksalsjahre einer Kaiserin